# Fensalir
Fensalir of Fensal (Waterzaal, Veenzaal) is in de Noordse mythologie een van de twaalf paleizen in Asgard, namelijk dat van de vruchtbaarheidsgodin Frigg, de echtgenote of vrouwelijke zijde van oppergod Odin. Het staat in de Proza-Edda vermeld als een zeer mooi en groot paleis. Geliefden wier liefde op aarde geen vervulling kende brengt Frigg in haar paleis bijeen.